# Xystrocera rufobrunnea
Xystrocera rufobrunnea es una especie de escarabajo longicornio del género Xystrocera, categorizada en la tribu Xystrocerini, de la subfamilia Cerambycinae. Fue descrita por Breuning en 1957.

## Descripción
Mide 20-22 mm de longitud.

## Distribución
Se distribuye por Togo.